# Green Crag (King George Island)
Der Green Crag (englisch für polnisch Zielona Turnia ‚Grüne Felszacke‘) ist ein großer Felsvorsprung auf King George Island im Archipel der Südlichen Shetlandinseln. Er ragt oberhalb des Posen-Gletschers im nördlichen Abschnitt des Massivs von Mount Hopeful in den Arctowski Mountains auf.
Polnische Wissenschaftler benannten ihn 1981 nach seiner grünlichen Erscheinung.